# Lepilemur milanoii
Il lepilemure cerchiato (Lepilemur milanoii Louis, 2006) è una specie di lemure endemica del Madagascar.
Il nome della specie, recentemente scoperta, deriva dalla regione di Daraina nella quale vive e vuol dire "nuotare" in lingua malgascia: i malgasci, infatti, chiamano colloquialmente la regione Daraina milanoa, che vuol dire "nuotando in Daraina", in riferimento all'attività dei cercatori d'oro che nuotavano nel fiume Andranotsimaty alla ricerca del prezioso metallo.

## Descrizione

### Dimensioni
Misura attorno al mezzo metro di lunghezza, di cui poco più di metà spetta alla coda.

### Aspetto
Il pelo è uniformemente color sabbia, con una gualdrappa rosso-ruggine che ricopre la testa (ma non il volto, che è grigiastro), le spalle e le zampe anteriori. Le mani sono nere.
La testa è squadrata, con grandi orecchie appuntite e grandi occhi marrone scuro.

## Distribuzione e habitat
La specie è diffusa nella zona settentrionale dell'isola, fra i fiumi Irodo e Bemarivo. Nella parte più settentrionale del suo areale, convive col Lepilemur ankaranensis. Vive nelle foreste a galleria ed in quelle decidue.

## Conservazione
La Lista rossa IUCN classifica Lepilemur milanoii come specie in pericolo di estinzione (Endangered).